# Башичевич, Димитрий
Димитрий Башичевич известный под псевдонимом — Мангелос (хорв. Dimitrije Bašičević Mangelos; 14 марта 1921, Шид — 18 декабря 1987, Загреб, Хорватия) — югославский хорватский художник и искусствовед, доктор наук. Внёс значительный вклад в развитие абстрактного искусства Хорватии.

## Биография
Родился в крестьянской семье. Его отцом был сербский художник наивного искусства Илия Башичевич. Изучал историю искусств и философию в Вене (1942—1944) и Загребе (1945—1949).
В 1957 году защитил докторскую диссертацию. Некоторое время работал ассистентом в Югославской академии искусств и наук. В 1952 году основал Крестьянскую художественную галерею, которую превратил в Галерею примитивного искусства (ныне Хорватский музей наивного искусства) и с 1960 года был её первым директором.
В 1959 г. - член-основатель хорватского художественного движения Группа Горгона.
В 1971 году Башичевич стал председателем Центра кинофотографии и телевидения, входящего в состав Музея современного искусства в Загребе. Был соорганизатором первой югославской выставки абстрактного искусства «Салон 54» в Риеке. Организовывал многочисленные выставки наивного искусства как в Хорватии, так и за рубежом, которые способствовали росту внимания к абстрактному искусству в Восточной Европе.
Его работы по фотографии и искусству пользуются большой популярностью. Вышел на пенсию в 1982 году, умер 18 декабря 1987 года. Его работы посмертно выставлялись в Нью-Йорке, Лондоне, Берлине, Порту, Граце, Барселоне, Касселе и других городах, в крупнейших мировых музеях.